# Primula elatior
La prímula gran (Primula elatior) és un herba perenne de fulles basals, força grans, ovades o el·líptiques, rugoses i irregularment dentades. Presenta diverses flors sobre un escapus de entre vuit i vint-i-cinc centímetres. Totes elles surten d’un únic pedicel i s’obren en forma de paraigües (umbel·la) que venç tot ell cap a un mateix cantó. Les flors tenen cinc pètals d’un groc pàl·lid menys en el seu centre que és d’un groc més intens i fins i tot ataronjat amb cinc estries ben marcades. 

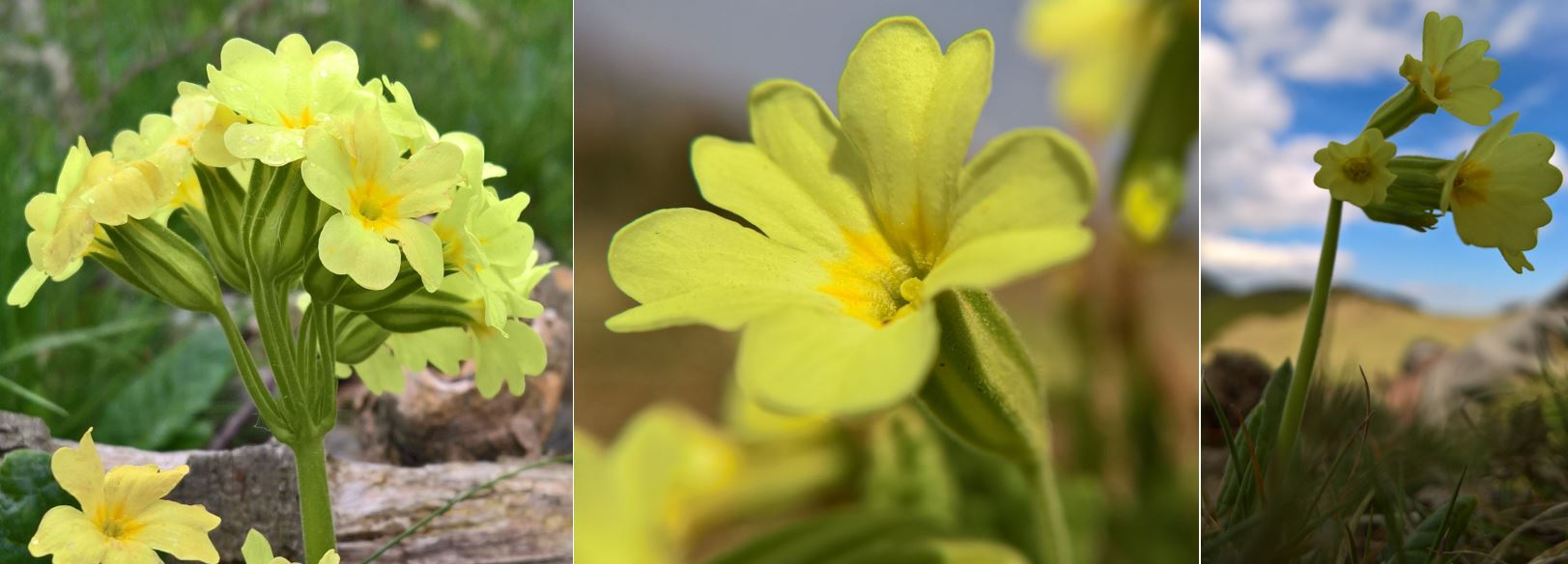
Detall del pedicel amb la corona floral en forma d’umbel·la. Detall de la flor i el calze i exemple de la tendència de la corona floral a vèncer cap a un cantó. Fotografies fetes a les valls d’Espinavell al 2021.

## Hàbitat i floració
Floreix a la primavera entre març i juny i acostuma a ser força primerenca (prímula en llatí vol dir 'primera', en referència a la seva floració i elatior més alta). Es pot trobar en prats i boscos poc densos en zones una mica ombrívoles de l'estatge montà i subalpí amb terres preferentment calcàries.

## Bibliografia

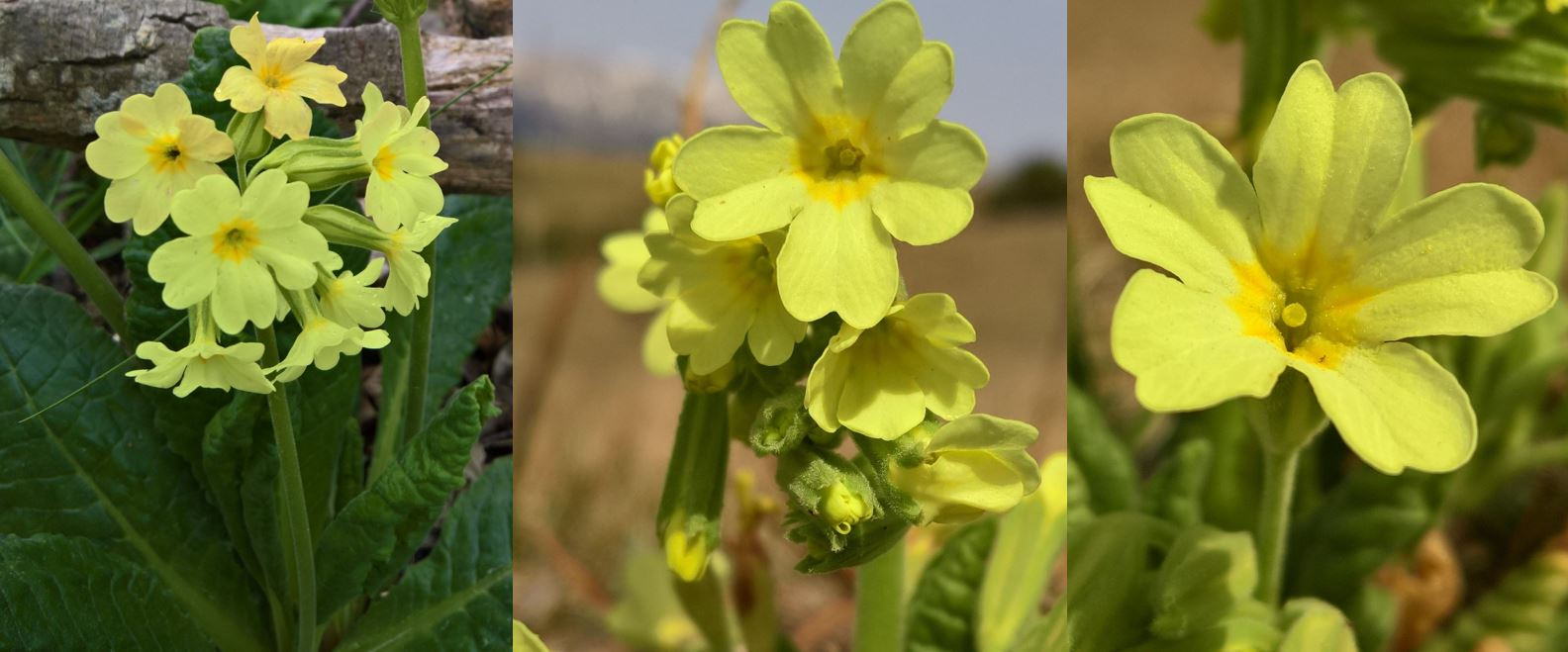
Detall de les fulles de la roseta basal amb l'escapus i la corona floral. Diferents moments de la floració i detall de la coloració típica de la flor. Fotografies fetes a les valls d’Espinavell al 2021.